# Suisse au Concours Eurovision de la chanson 1979
La Suisse a participé au Concours Eurovision de la chanson 1979 le 31 mars à Jérusalem. C'est la 24e participation suisse au Concours Eurovision de la chanson.
Le pays est représenté par les groupes Peter, Sue & Marc et Pfuri, Gorps & Kniri et la chanson Trödler und Co, sélectionnées par la SRG SSR au moyen d'une finale nationale.

## Sélection

### Concours Eurovision 1979
La Société suisse de radiodiffusion et télévision (SRG SSR), organise la sélection suisse Concours Eurovision 1979, pour sélectionner l'artiste et la chanson représentant la Suisse au Concours Eurovision de la chanson 1979.

#### Finale
La finale suisse a eu lieu le 27 janvier 1979 aux studios de la DRS à Zurich.
Sept chansons participent à la finale suisse. Les différentes chansons sont interprétées en allemand, en français et en italien, langues officielles de la Suisse.
Une chanson, Amour on t'aime a été disqualifiée, le groupe qui devait l'interpréter, Alain Morisod et son groupe, s'étant séparé avant la tenue de la finale nationale. Amour on t'aime est par la suite réutilisée à la finale nationale suisse de 1982, interprétée cette fois par Arlette Zola. Elle remporte également la finale nationale et représente alors la Suisse à l'Eurovision 1982.
| Ordre | Artiste                                     | Chanson                | Langue   | Traduction         | Points       | Place        |
| ----- | ------------------------------------------- | ---------------------- | -------- | ------------------ | ------------ | ------------ |
| 1     | Biggi Bachmann                              | Musik, musik           | Allemand | Musique, musique   | 15           | 6            |
| 2     | Rita Pavone                                 | Dieci cuori            | Italien  | Dix cœurs          | 21           | 4            |
| 3     | Groupe Atlas                                | Moi je viens d'un pays | Français | –                  | 23           | 2            |
| 4     | Salvo Ingrassia                             | Senza te               | Italien  | Sans toi           | 11           | 7            |
| 5     | Peter, Sue & Marc avec Pfuri, Gorps & Kniri | Trödler und Co         | Allemand | Brocanteurs et Cie | 37           | 1            |
| 6     | Salvo Ingrassia                             | Shake Hands            | Allemand | Serrer la main     | 22           | 3            |
| 7     | Sandro Caroli                               | La nostra favola       | Italien  | Notre conte de fée | 16           | 5            |
| –     | Alain Morisod et son groupe                 | Amour on t'aime        | Français | –                  | Disqualifiée | Disqualifiée |

Lors de cette sélection, c'est la chanson Trödler und Co, interprétée par Peter, Sue & Marc avec Pfuri, Gorps & Kniri, qui fut choisie,. Peter, Sue & Marc ont également représenté la Suisse à une autre édition de l'Eurovision (1971, 1976, 1981).
Le chef d'orchestre sélectionné pour la Suisse à l'Eurovision 1979 est Rolf Zuckowski (en).

## À l'Eurovision

### Points attribués par la Suisse
| 12 points | Espagne     |
| 10 points | France      |
| 8 points  | Finlande    |
| 7 points  | Grèce       |
| 6 points  | Irlande     |
| 5 points  | Israël      |
| 4 points  | Portugal    |
| 3 points  | Luxembourg  |
| 2 points  | Royaume-Uni |
| 1 point   | Danemark    |

### Points attribués à la Suisse
| 12 points  | 10 points  | 8 points  | 7 points                        | 6 points  |
| ---------- | ---------- | --------- | ------------------------------- | --------- |
| - Autriche | - Finlande | - Norvège | - Allemagne - Danemark - France |           |
| 5 points   | 4 points   | 3 points  | 2 points                        | 1 point   |
|            | - Israël   |           | - Grèce - Monaco                | - Irlande |

Peter, Sue & Marc avec Pfuri, Gorps & Kniri interprètent Trödler und Co en huitième position, suivant la Grèce et précédant l'Allemagne.
Au terme du vote final, la Suisse termine 10e sur 19 pays, ayant reçu 60 points au total,. La Suisse attribue ses douze points à l'Espagne.